# Абелино
Абелино (до 1947 — Адамсхайде (нем. Adamsheide)) — посёлок в Озёрском муниципальном округе Калининградской области.

## География
Находится в южной части Калининградской области, в зоне хвойно-широколиственных лесов, в пределах Виштынецкой возвышенности, на берегах реки Песчанки, на расстоянии примерно 18 километров (по прямой) к западу от города Озёрска, административного центра района. Абсолютная высота — 64 метра над уровнем моря.

### Климат
Климат характеризуется как переходный от морского к умеренно континентальному. Среднегодовая температура воздуха — 7,7 °C. Средняя температура воздуха самого холодного месяца (января) — −2,9 °C (абсолютный минимум — −35 °C); самого тёплого месяца (июля) — 18,7 °C (абсолютный максимум — 36 °C). Годовое количество атмосферных осадков — 775 мм, из которых большая часть выпадает в тёплый период.

### Часовой пояс
Посёлок Абелино как и вся Калининградская область, находится в часовой зоне МСК−1. Смещение применяемого времени относительно UTC составляет +2:00.

## История
6 мая 1874 года Адамсхайде становится административным центром одноименного сельского округа в районе Даркемен административного округа Гумбиннен Восточной Пруссии. В состав сельского округа Адамсхайде входили населённые пункты: Баббельн, Даубишкен, Шидлак, Адамсхайде, Эрнстхоф, Фридрихсвальде, Юлиенфельде, Нойвальде, Рогальвальде, Зонненберг. 
После Второй мировой войны в 1947 году посёлок Адамсхайде был переименован в Абелино и включен в состав Некрасовского сельсовета Озёрского района. 
В период с 2008 по 2014 годы Абелино входило в состав Новостроевского сельского поселения Озёрского района, с 2014 по 2022 годы — в состав Озёрского городского округа.

## Население
| 1818 | 1863 | 1905 | 1925 | 1933 | 1939 | 2002 |
| ---- | ---- | ---- | ---- | ---- | ---- | ---- |
| 89   | ↗132 | ↘108 | ↘101 | ↗245 | ↗260 | ↘22  |
| 2010 |      |      |      |      |      |      |
| ↗37  |      |      |      |      |      |      |

### Национальный состав
Согласно результатам переписи 2002 года, в национальной структуре населения русские составляли 77 %.